# R.I.B.
R.I.B. ("Rest In Beer") je šesnaesti studijski album njemačkog thrash metal sastava Tankard. Album je objavljen 20. lipnja 2014. godine, a objavila ga je diskografska kuća Nuclear Blast Records.

## Popis pjesama
| 1.    | »War Cry«                             | 3:54 |
| 2.    | »Fooled by Your Guts«                 | 3:07 |
| 3.    | »R.I.B. (Rest in Beer)«               | 5:05 |
| 4.    | »Riders of the Doom«                  | 3:43 |
| 5.    | »Hope Can't Die«                      | 5:16 |
| 6.    | »No One Hit Wonder«                   | 3:08 |
| 7.    | »Breakfast for Champions«             | 4:30 |
| 8.    | »Enemy of Order«                      | 3:32 |
| 9.    | »Clockwise to Deadline«               | 4:36 |
| 10.   | »The Party Ain't Over ‘til We Say So« | 3:32 |
| 40:06 |                                       |      |

## Zasluge
Tankard
- Andreas "Gerre" Geremia — vokali
- Andreas Gutjahr — gitara
- Frank Thorwarth — bas-gitara
- Olaf Zissel — bubnjevi

Ostalo osoblje
- Sascha "Busy" Buehren — mastering
- Buffo — fotografija
- Thomas Ewerhard — dizajn
- Patrick Strogulski — omot albuma
- Michael Mainx — snimanje, miksanje, produciranje